# Дафни дю Морие
Дафни дю Морие (на английски: Daphne du Maurier), по титла лейди Браунинг, е английска писателка и драматург.
Независимо че е определяна като авторка на романтични истории, нейните творби рядко се отличават със стандартен щастлив край и са описвани по-скоро като мрачни и съдържащи оттенъци на паранормалното. Бестселърите ѝ първоначално не са възприемани сериозно от критиците, но след това ѝ печелят репутацията на майстор в разказването на истории. Част от произведенията на Дафни дю Морие са успешно адаптирани като филми. Сред тях са романите Ребека и Ямайка, както и разказите Птиците и Don’t Look Now.
Морие прекарва голяма част от живота си в Корнуол, където са базирани и нейните романи. С нарастването на славата, благодарение на романите ѝ и филмите, направени по тях, авторката води все по-усамотен начин на живот.
Баща ѝ е известният актьор Джералд дю Морие, а дядо ѝ е артистът и авторът на карикатури Джордж дю Морие.

## Биография

### Ранни години
Дафни дю Морие е родена в Лондон. Тя е втората от трите дъщери на видния актьор-мениджър сър Джералд дю Морие и на съпругата му, актрисата Мюриел Бомон. Дядо ѝ е Джордж дю Морие – автор и карикатурист на списание „Пънч“, който създава героя Свенгали в романа от 1894 г. Tribly. Нейният чичо Ги дю Морие е драматург. Майка ѝ е племенница по бащина линия на журналиста, писател и преподавател Комин Бомон. По-голямата ѝ сестра Анджела дю Морие става актриса, а по-късно и писателка, а по-малката ѝ сестра Жан дю Морие е художничка. Дю Морие е първа братовчедка на петимата братя Луелин Дейвис – вдъхновение на Джеймс Матю Бари за героите в пиесата Питър Пан или Момчето, което не искаше да порасне. Тя е и братовчедка на режисьора Габриел Бомон.
Връзките на семейството ѝ помагат на Дафни да започне своята кариера в литературата. Първият ѝ разказ – „Любящият дух“ (The Loving Spirit) е публикуван през 1931 г. Като дете тя среща едни от най-големите звезди в театъра, благодарение на популярността на своя баща.
Прекарва детството си в Кенън Хол, Хампстед – резиденцията на семейството в Лондон, а през лятото в дома им във Фоуи, Корнуол, където живее и през военните години.

### Личен живот
Тя е известна като „Дафни дю Морие“ от 1907 до 1932 г., когато се омъжва за майор (бъдещ генерален лейтенант) Фредерик Браунинг. Все още творяща като „Дафни дю Морие“ по време на брака си, тя е известна и като „лейди Браунинг“, след като съпругът ѝ е посветен в рицар през 1946 г. Има три деца от него: Теса, съпруга на майор Питър Пол Джон де Зулуета и на Дейвид Монтгомъри, 2-ри виконт Монтгомъри от Аламейн, Флавия, съпруга на капитан Аластър Тауър и на генерал сър Питър Ленг, и Кристиан, фотограф и режисьор, съпруг на Олив Уайт (Мис Ирландия 1961).
Биографите на авторката отбелязват, че на моменти бракът ѝ с Браунинг е доста хладен и че Морие е била отчуждена към децата си, особено към момичетата, по време на своята работа. Тя често е описвана като резервиран, саможив човек, който рядко се показва в обществото и почти не дава интервюта, но много хора я помнят като топъл и изключително забавен човек, гостоприемна домакиня на гостите в Менабили – къщата, която тя наема в продължение на много години в Корнуол.
Писателката овдовява през 1965 г. и се мести в Корнуол, където се развива и действието в романа ѝ „Къщата на брега“ и където става ранен член на Mebyon Kernow – корнуолска националистическа партия.
Изключение от нейната резервираност прави периодът след пускането на филма A Bridge Too Far по едноименния роман на Корнелиус Райън – продукцията показва живота на съпруга ѝ в не особено благоприятна светлина. Афектирана от това, авторката пише до вестниците, порицавайки съдържанието на филма.
Тя се появява като корабокрушенец в програмата на радио Би Би Си Desert Island Discs, излъчена на 3 септември 1977 г. Избраната от нея книга е „Събраните произведения на Джейн Остин", а нейният лукс е уискито и джинджифиловата бира.
Когато през 1969 г. става Дама командор на Ордена на Британската империя и е титулувана „Дама Дафни дю Морие, Лейди Браунинг, DBE“, но никога не използва титлата. Според нейния биограф Маргарет Форстър тя не казва на никого за честта, така че децата ѝ научават за нея от вестниците.

### Сексуалност
Daphne du Maurier Companion, редактиран от Хелън Тейлър, включва твърденията на Тейлър, че дю Морие й е признала през 1965 г., че е имала кръвосмесителна връзка с баща си и че той е бил насилник алкохолик. Дю Морие заявява в мемоарите си, че тъй като баща й е искал син, тя е станала мъжкарана в опит да получи неговото одобрение.
В писма, предоставени на биографката Маргарет Форстър от семейството на дю Морие, писателката споделя с доверени хора, че усеща своята личност като съчетание от две страни—любяща съпруга и майка, която показва пред света, и една по-дълбока, интимна същност – на любовница, носеща „определено мъжка енергия“, скрита от почти всички. Именно тази вътрешна сила стои зад нейното артистично творчество. Форстър твърди, че в кореспонденцията на писателката е станал очевиден хомофобският страх от собствената ѝ природа, който е отключен заради продължителното отхвърляне на бисексуалността.
След смъртта на Дю Морие през 1989 г., някои писатели спекулират за нейните предполагаеми интимни физически връзки с редица жени, включително Елън Дабълдей, съпругата на американския й издател Нелсън Дабълдей, и актрисата Гертруд Лорънс, както е описано подробно във филма на Би Би Си 2 от 2007 г. „Дафне“. Децата както на дю Морие, така и на Лорънс възразяват категорично срещу историите за предполагаемата връзка между техните майки. Майкъл Торнтън поддържа тезата, че Форстър изобщо не е познавала Морие, защото тези, които са я познавали, са били наясно, че тя не е лесбийка, въпреки че по природа е доста своеволна. „Менабили, нейната „къща на тайните“, и баща ѝ остават истинските ѝ любови, не Гертруд Лорънс или Елън Дабълдей.“
Две години след смъртта на Лорънс нейна биография, написана от вдовеца й Ричард Олдрич, описва в детайли приятелството между нея и дю Морие, което започва през 1948 г., когато Лорънс приема главната роля в новата пиеса на дю Морие „Септемврийски прилив“. Олдрич каза, че Лорънс е обиколила Великобритания с пиесата през 1948 г. и е продължила с нея в театралния квартал на Лондон „Уест Енд" през 1949 г. и че по-късно Дю Морие ги е посетила в дома им в Съединените щати. Олдрич не споменава за възможна хомосексуална връзка.

### Смърт
81-годишната писателка умира в съня си от сърдечна недостатъчност на 19 април 1989 г. в къщата си в Пар, Корнуол, където са базирани и множество от нейните творби. Тялото ѝ е кремирано и без панахида и прахът ѝ е разпръснат от скалите около Килмарт и Менабили, Корнуол.

## Творчество
Романът ѝ Ребека – господарката на Мандърлей (1938) се превръща в една от най-значителните ѝ творби. Произведението става много популярно още при самото му издаване и между 1938 и 1965 г. от него са продадени близо 3 млн. копия. Романът е адаптиран няколко пъти. В САЩ Морие печели Националната награда за литература за любим роман през 1938 г., а в Англия творбата заема 14 място в класацията на Би Би Си „Голямото четене“ за най-обичана книга през 2003 г.
Други значими произведения на Дафни дю Морие са Изкупителна жертва (1957), Къщата на брега (1968) и Тъй завърши нашата нощ (1946) – действието в нея се развива в Корнуол по време на английската революция.
Сред произведенията ѝ, адаптирани за филмови екранизации, са Ямайка, Заливът на французина, Hungry Hill и Братовчедката Рейчъл (1951). Филмът на Хичкок Птиците от 1963 г. е базиран на интерпретация на една от нейните кратки истории, какъвто е случаят и с филма Don’t Look Now (1973). Относно екранизациите авторката често споменава, че единствените, които харесва, са Ребека на Алфред Хичкок и Don’t Look Now на Никълъс Роег. Интерпретацията на Хичкок на Ямайка е отречена както от авторката, така и от режисьора. Причината за това е абсолютното пренаписване на края поради егото на Чарлз Лотън – главният герой, който настоявал финалът да бъде приспособен към него.
Морие също намира, че Оливия де Хавиланд е неподходящо избрана за ролята на отрицателната героиня във филма Братовчедката Рейчъл. Писателката по-късно съжалява и за избора си на Алек Гинес за филма The Scapegoat, който тя частично финансира. Затова адаптацията на Заливът на французина от 1944 г. постига извънреден успех.
Морие често е смятана за писателка романтичка, макар че тя самата отхвърля това определение. Произведенията ѝ рядко имат щастлив финал и по-скоро се характеризират със злокобни мотиви и отсенки на паранормалното. В списание „Обзървър“ например пишат за нея, че „Дю Морие бе господарка на умерената неопределеност. Тя не желаеше да остави на мира умовете на своите читатели, искаше загадките да се запазят, искаше творбите ѝ да ни преследват дори след техния финал.“
Mary Anne (1954) е художествен преразказ на историята на нейната прапрабаба, Мари Ан Кларк (по баща Томпсън), живяла между 1776 и 1852 г., която в периода 1803 – 1808 г. е метреса на Фредерик Огъстъс, херцог на Йорк, известен като „великият стар херцог на Йорк“ от известна детска английска песничка.
Главният персонаж в последната ѝ книга – Rule Britania (1972), е остаряваща и ексцентрична актриса, чийто прототип най-вероятно е Гладис Купър, на която е посветена и книгата. Произведението е трактовка на негодуванието на англичаните по повод засилващото се американско влияние.
В своите разкази Морие дава свобода на по-тъмната част от своето въображение. Птиците, Don't Look Now, The Apple Tree и The Blue Lenses са прецизно предадени истории на ужаса, които еднакво шокират и изненадват нейната публика. Както пише Маргарет Форстър, нейната биографка: „Тя покриваше и задоволяваше както всички съмнителни критерии на популярната художествена проза, така и стриктните изисквания на „истинската литература“.
Скорошното откритие на колекцията от забравени разкази на Морие показва някои особености на по-зрялото ѝ писане. Разказите са писани, когато тя е на 21 години. Един от тях – The Doll – е готическа история за обсесията на младо момиче по механична мъжка секс-кукла. Според сина на Морие Китс Браунинг този разказ е „доста напредничав за времето си“.
Творбите на писателката са открити от Ан Уилмор – съсобственик на книжарницата в родния град на Морие – Корнуол. „Старая се да направя достъпно за публиката всичко изпод перото на Морие. Също така съм страстен колекционер“. Дълго време Уилмор следи с изострено внимание каталози на книжари, търсейки изгубените разкази на Морие. През годините разказите на писателката са публикувани редовно в британски и американски женски списания.
На по-късен етап от живота си Дафни дю Морие пише и нехудожествена литература, включително няколко биографии, сред които и една на нейния баща – Джералд. The Glass Blowers (1962) проследява дирите на френското потекло на писателката и дава ярко описание на Великата френска революция. Къщата на брега (1969) съчетава елементи на психологическо пътуване във времето с опасностите от използването на психотични наркотици. Романът представя трагическа любовна история в Корнуел през 14 век.

### Пиеси
Дафни дю Морие е авторка на три пиеси – адаптация по романа ѝ Ребека, The Years Between и September Tide.
Адаптацията на „Ребека“ се играе в Куинс Тиатър в Лондон на 5 март 1970 г. Продукцията е дело на Джордж Девайн и в нея участват Селия Джонсън и Маргарет Рутерфорд. В края на месец май, след серия от 181 представления, пиесата се мести в Странд Тиатър с Джил Фърс и Мери Мерол в главните роли. Там се изиграват още 176 представления.
През лятото на 1943 г. Дафни дю Морие започва да пише драмата The Years Between, вдъхновена от автобиографични детайли от собствения си живот. Сюжетът представя неочакваното завръщане на офицер, смятан за убит на фронта и който, прибирайки се, намира, че съпругата му е заела неговото място като член на парламента и е започнала любовна връзка с местен фермер. Първоначално пиесата е поставена в Операта в Манчестър през 1944, а на 10 януари 1945 г.а е преместена в Уиндам Тиатър. В нея участват Нора Суинбьорн и Клайв Брук, а самото представление се превръща в хит и бива играно 680 пъти. След доста години на забвение, пиесата е поставена на сцена отново през 2007 г. от Каролин Смит в Ориндж Трий Тиатър в Ричмънд.
September Tide носи най-голям драматургичен успех на своята авторка. Сюжетът представя аферата между Стела, жена на средна възраст, и нейния доведен син. Образът на главната героиня има за прототип Елън Дабълдей и представя това, което Елън би могла да стане в английска обстановка и при различно стечение на обстоятелствата. Пиесата се играе в Олдуич Тиатър от 15 декември 1948 година и главната роля изпълнява актрисата Гертруд Лорънс. След серия от 267 представления, September Tide спира да се играе в началото на август 1949 г.

## Титли
Дафни дю Морие е известна под това си име между 1907 и 1932 г., макар че продължава да подписва творбите си с него и след това. През 1932 година тя става „госпожа Фредерик Браунинг“.
Кралицата удостоява Морие с Орден на Британската империя през юни 1969 г. и оттогава е известна като „лейди Браунинг“. Тази титла е всъщност рицарски орден, връчван в Англия на хора с особени постижения. Дафни приема, но никога не използва титлата „Дейм“. Според Маргарет Фостър писателката не казва на никого за отличието и дори собствените ѝ деца научават за него от вестниците. „Тя си мисли да се престори на болна за церемонията, но децата ѝ настояват, че това би било полезно за следващите поколения. Затова отива на връчването на отличието, макар че тихо се измъква веднага след официалната част, за да избегне вниманието на медиите.“

## Обвинения в плагиатство
Скоро след публикуването на романа Ребека в Бразилия, местният критик Алваро Линс и други читатели на книгата отбелязват множеството сходства с романа The Successor (1934) на бразилската авторка Каролина Набуко. Според Набуко и нейния редактор са копирани както основната сюжетна линия, така и цели ситуации и диалози. Дю Морие и издателят ѝ отричат обвиненията, посочвайки, че набедените за плагиатствани части са доста често срещани.
Вестник „Ню Йорк Таймс“ публикува на 6 ноември 2002 г. статия по повод на дебата. В нея пише, че според спомените на Набуко, когато филмът на Хичкок „Ребека“ е представен за първи път в Бразилия, американското телевизионно студио „Юнайтид Артист“ иска от бразилската авторка да подпише документ, че сходствата между двата продукта са просто съвпадение. Каролина Набуко отказва. Таймс цитира още, че Каролина Набуко е превела романа си на френски език и го е изпратила на едно издателство в Париж. След като Ребека постига световен успех, бразилската писателка научава, че същото издателство е пуснало в печат и книгата на Морие. Вестникът посочва още, че сюжетът и част от епизодите на двете произведения са идентични.
Франк Бейкър вярва, че дю Морие е плагиатствала неговия роман The Birds от 1936 г. в романа си „Приците“ през 1952 г. Дафни дю Морие работи като читател на ръкописи към издателството, което публикува произведението на Бейкър и то по времето на неговото публикуване. След реализацията и успеха на едноименния филм на Хичкок през 1963 г., Франк Бейкър започва скъпо съдебно дело срещу Юнивърсъл Студиос, въпреки че е посъветван да не го прави.

## В културата
- English Heritage – благотворителната фондация, която поддържа над 400 от историческите сгради в Англия, предизвиква скандал през юни 2008 г. с отказа си да постави паметна плоча на името на Морие на къщата в Хампстед. През 2011 г. плоча все пак е поставена в Хампстед, но от друга организация.[38]
- Дю Морие е една от петте Woman of Acihevement, избрани за комплект от британски марки през август 1996 г.
- През 2013 година внукът ѝ Нед Браунинг пуска на пазара колекция от мъжки и дамски часовници, базирани на образите в романа Ребека. Колекцията носи името du Maurier Watches.[39]
- Диалогът във филма Morning Patrol (на режисьора Никос Николайдис) от 1987 г. съдържа откъси, взети от публикувани творби на Морие.
- Образът на Беделия дю Морие в телевизионната поредица Ханибал е кръстен на Морие, тъй като създателят на сериала, Брайън Фулър, е фен на Алфред Хичкок, който от своя страна адаптира две от творбите ѝ във филмови продукции.[40]

## Творчество

### Самостоятелни романи
- The Loving Spirit (1931)
- I'll Never Be Young Again (1932)
- The Progress of Julius (1933)
- Jamaica Inn (1936)
Ямайка, изд. „Сл. Атанасов“ (1942); изд. „Петекс“ (1992), прев. Юлий Генов
- Rebecca (1938)
Господарката на Мандерлей, изд. „М. Г. Смрикаров“ (1940); изд. „Петекс“ (1991); изд. ИК „Бард“, София (2002), прев. Здравко Подвързачов
- Castle d'Or (1940) – със сър Артър Куилър-Коуч
- Come Wind, Come Weather (1940)
- Frenchman's Creek (1941)
Заливът на французина, изд.: ИК „Жар“, София (1992), прев. Светла Ракшиева
- Hungry Hill (1943)
- Spring Picture (1944)
- The King's General (1946)
Тъй завърши нашата нощ, изд. „Златорогъ“ (1991), прев. Сидер Флорин
- The Parasites (1949)
- My Cousin Rachel (1951)
Братовчедката Рейчъл, ИК „Жар“, София (1992), прев. Светла Ракшиева
- Mary Anne (1954)
- The Scapegoat (1957)
Изкупителна жертва, изд. Фама, София, 2005
- The Glass Blowers (1962)
- The Flight of the Falcon (1965)
- The House on the Strand (1968)
Къщата на брега, изд.: ИК „Младеж“, София (1992), прев. Вилиана Данова
- Rule Britannia (1972)

### Разкази
- The doll
Куклата, изд.: ИК „Ентусиаст“, София (2012), прев. Надежда Розова

### Сборници с разкази
- Come Wind, Come Weather (1940)
- The Apple Tree (1952), в САЩ като Kiss Me Again, Stranger (1953)
- Early Stories (1959)
- The Breaking Point (1959)
- The Birds and Other Stories (1963)
Птиците, изд. „Лабиринт“, София (2016)
- Not After Midnight (1971), в САЩ и после във Великобритния като Don't Look Now (1971)
Сега не гледай (2016), в сб. „Птиците“, изд. „Лабиринт“, София (2016)
- The Rendezvous and Other Stories (1980)
- Classics of the Macabre (1987) (антология)
- Don't Look Now (2008)
- The Doll: The Lost Short Stories (2011)

### Документалистика
- Gerald: A Portrait (1935)
- The Du Mauriers (1937)
- The Young George du Maurier: A Selection of Letters, 1860 – 67 (1952)
- The Infernal World of Branwell Bronte (1960)
- Vanishing Cornwall (1967)
- Golden Lads: Sir Francis Bacon, Anthony Bacon and their friends (1975)
- The Winding Stair: Francis Bacon, His Rise and Fall (1976)
- Myself When Young: The Shaping of a Writer (1977) – издаден и като Growing Pains
- Rebecca Notebook: And Other Memories (1981)
- Enchanted Cornwall (1989)
- Letters from Menabilly: Portrait of a Friendship (1993)
- Double in the Fiction of R.L. Stevenson, Wilkie Collins and Daphne Du Maurier (2003) – с Натали Аби-Изи и Уилки Колинс